# Born to Lose, Live to Win: The Bronze Singles 1978-1983
Born to Lose, Live to Win: The Bronze Singles 1978-1983 è un cofanetto di 10 CD dei Motörhead uscito nel 1999.

## Il disco
La raccolta contiene i singoli e gli EP dell'era 1978-1983 per l'etichetta Castle Music.
Tutte le tracce (eccetto quelle segnate) sono composte da Lemmy Kilmister, Eddie Clarke, Phil Taylor.

## Tracce
Louie, Louie EP (1978)
1. Louie Louie (Motörhead) (Richard Berry)
2. Tear Ya Down

Overkill EP (1978)
1. Overkill
2. Too Late Too Late

No Class EP (1979)
1. No Class
2. Like a Nightmare

Bomber EP (1979)
1. Bomber
2. Over The Top

The Golden Years Live EP (1980)
1. Leaving Here (Holland, Dozier, Holland)
2. Stone Dead Forever
3. Dead Men Tell No Tales
4. Too Late Too Late

Ace of Spades EP (1980)
1. Ace of Spades
2. Dirty Love

St. Valentine's Day Massacre EP (1981)
1. Please Don't Touch (Heath, Robinson)
2. Emergency (McAuliffe, Johnson, Williams, Dufort)
3. Bomber

Motörhead (live) EP (1981)
1. Motörhead (Kilmister)
2. Over The Top

Iron Fist EP (1982)
1. Iron Fist
2. Remember Me, I'm Gone

I Got Mine EP (1983)
1. I Got Mine (Kilmister, Robertson, Taylor)
2. Turn You Round Again (Kilmister, Robertson, Taylor)
3. Tales of Glory (Kilmister, Robertson, Taylor)

## Formazione
- Lemmy Kilmister - basso, voce
- "Fast" Eddie Clarke - chitarra
- Phil "Philty Animal" Taylor - batteria
- Brian "Robbo" Robertson - chitarra